# ルリイロツルナス

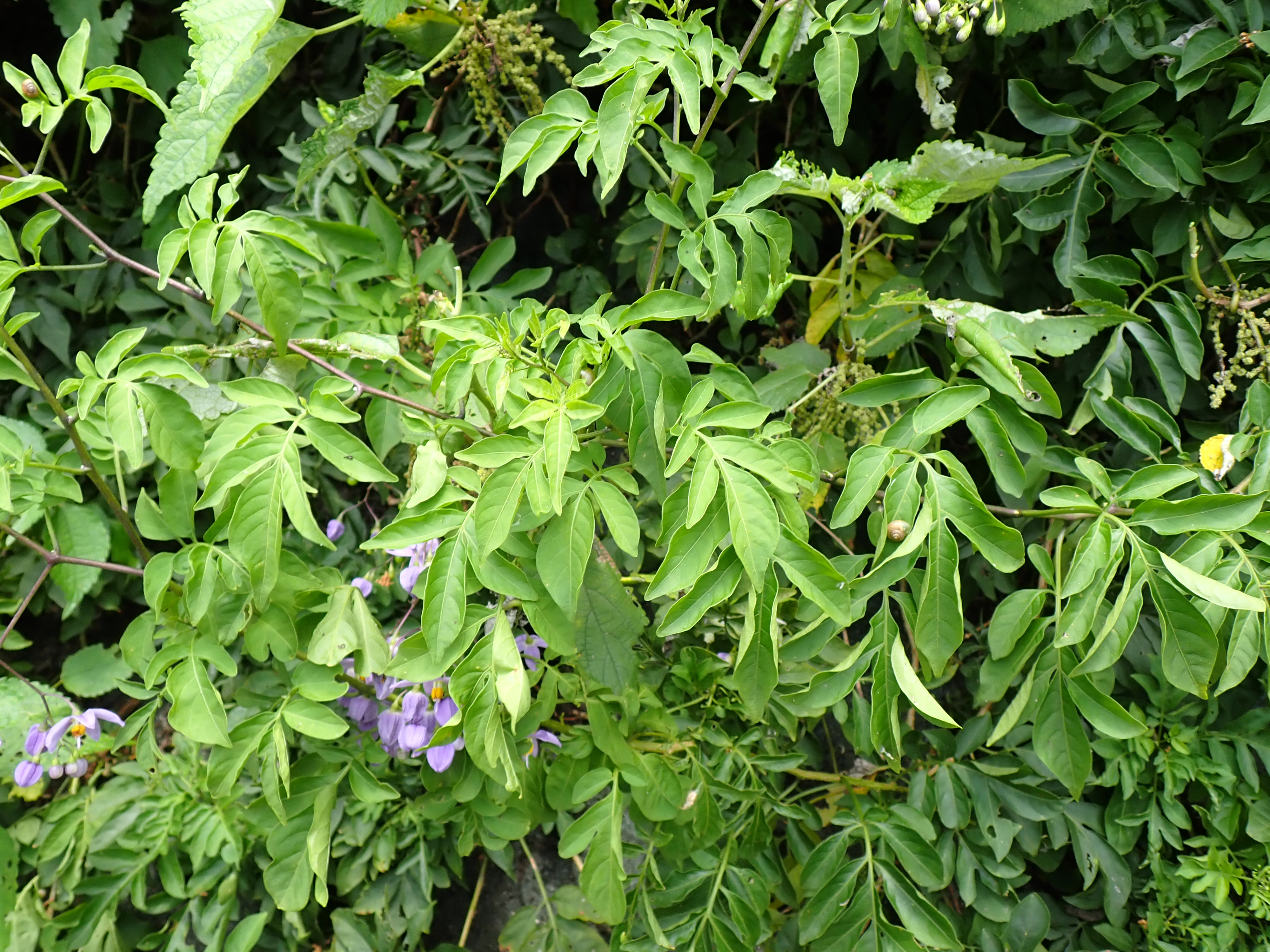
葉は深く切れ込む（2024年10月 沖縄県大宜味村）

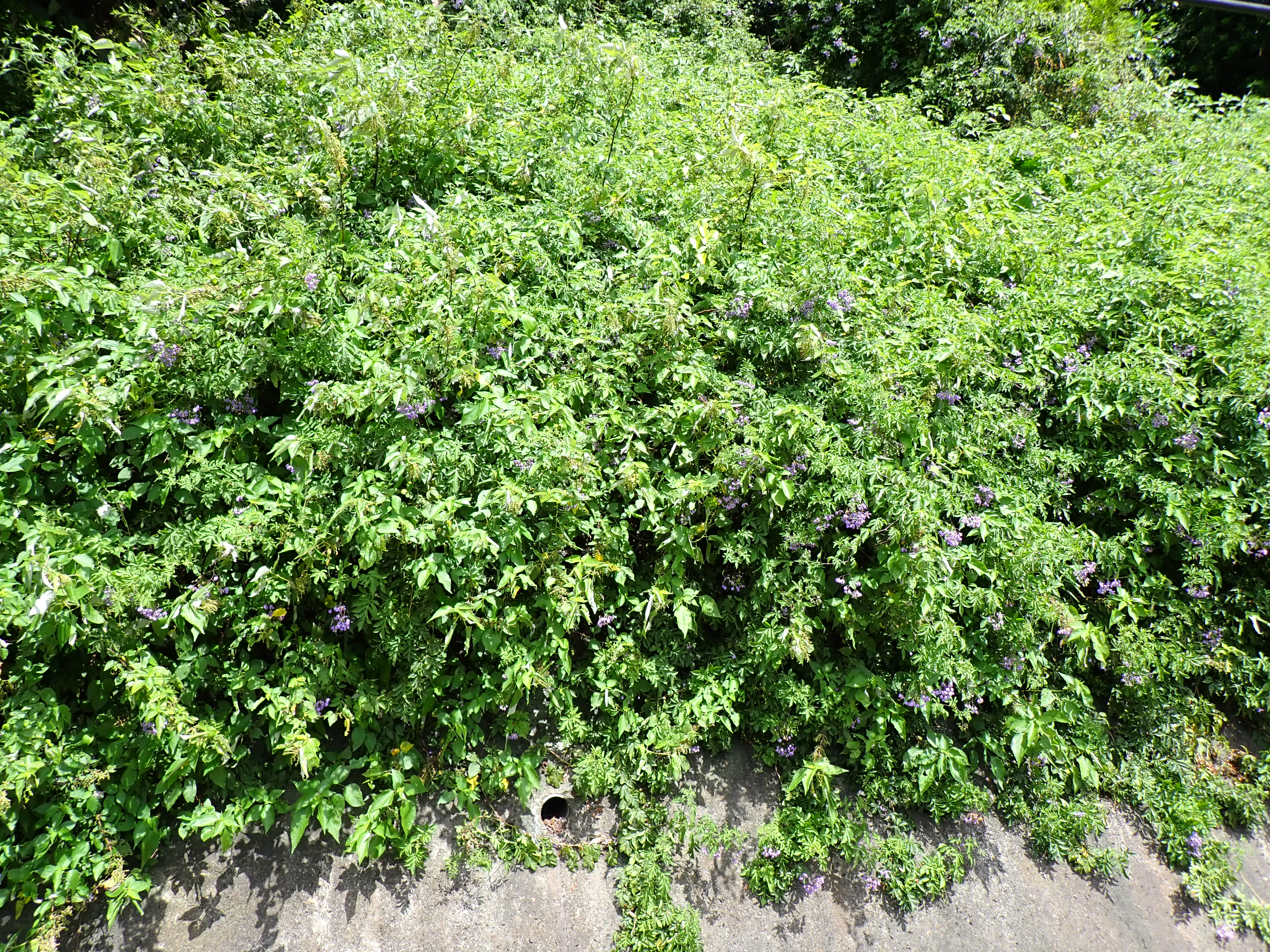
傾斜地に繁茂するルリイロツルナス（2024年10月 沖縄県大宜味村）

ルリイロツルナス（瑠璃色蔓茄子、学名：Solanum seaforthianum）はナス科ナス属のつる性多年性草本。別名：ルリイロナス，フサナリツルナス、フサナリツルナスビ。帰化植物。

## 特徴
蔓の長さは2–5 mほどで幹は木化する。刺や毛は無い。葉は柔らかく、深く切れ込む羽状裂〜小葉2–3対の羽状複葉で互生する。複葉長は12–22 cmで全縁、葉柄は4 cmほど。花はナス科特有の形で、腋生の集散花序に多数つき下垂する。花冠は淡青紫色で、花弁は5裂し径1.5 cmほど。中心の黄色い雄しべ5本が目立つ。通年開花。果実は径1 cmほどで、艶のある赤色に熟し美しい。果実の中に5–10個の種子を含む。

## 原産地
熱帯アメリカ、ブラジル原産。POWOではメキシコ〜ブラジル、フロリダ〜西インド諸島原産で、その他の南米諸国やアフリカ〜アジアの熱帯域へ導入とされる。

## 生育環境、利用
沖縄では1950年代初頭に栽培記録があり、2000年頃には低地林の縁や藪へ逸出・野生化がみられるようになった。ヒヨドリなどによる採餌で分布を広げる。花と実を鑑賞するため、公園等へ植栽、民家でも庭植えにされる。繁殖は種子または挿し木による。